# Milo Ventimiglia

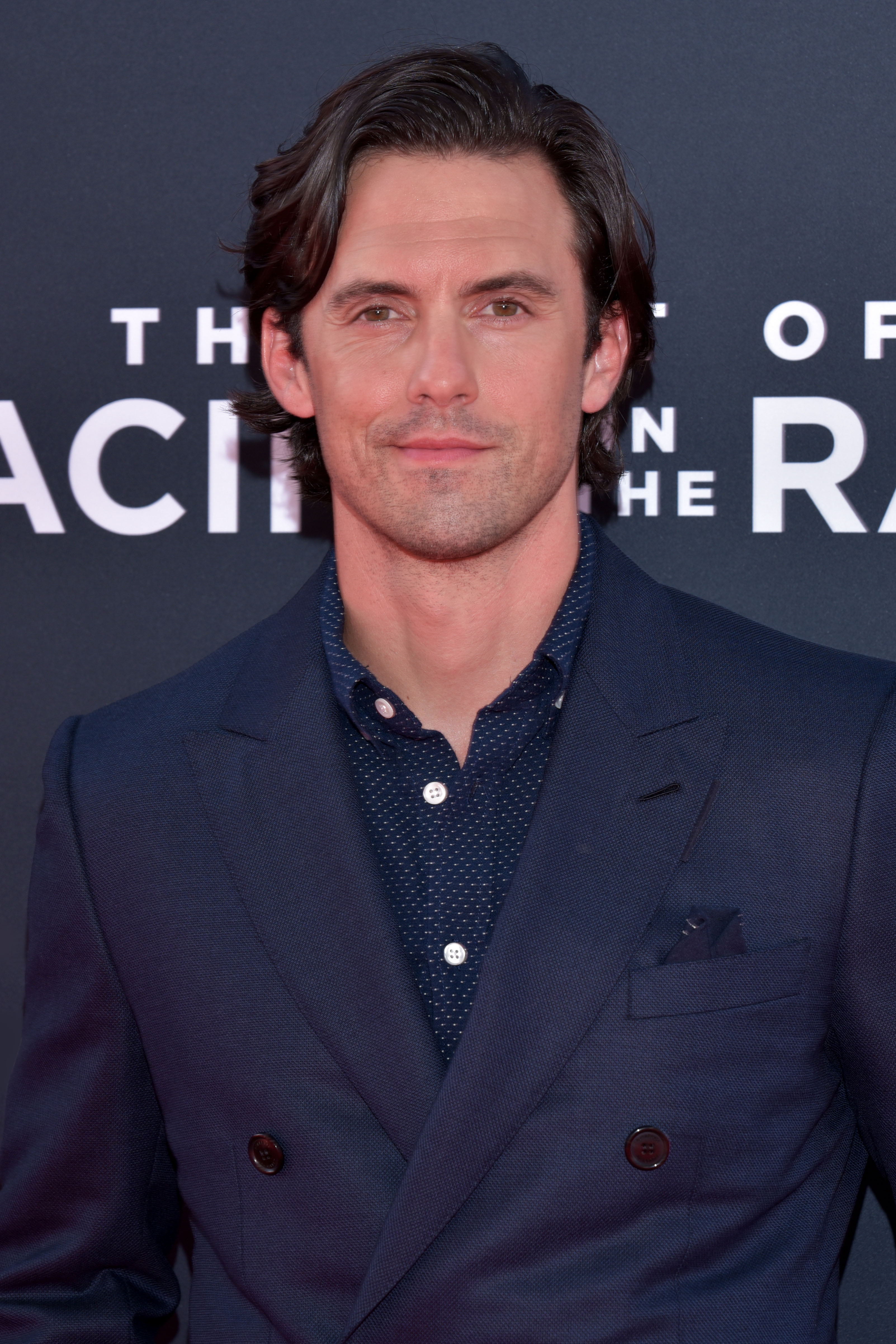
Milo Ventimiglia, 2019

Milo Anthony Ventimiglia [vɛntɪˈmiːljə] (* 8. Juli 1977 in Anaheim, Kalifornien) ist ein US-amerikanischer Schauspieler.

## Werdegang
Der Sohn eines Sizilianers begann früh mit der Schauspielerei und spielte in zahlreichen Theaterstücken auf der El Modena High School mit. Im Anschluss erhielt er ein Stipendium für das American Conservatory Theater in San Francisco. Nach Beendigung seiner Ausbildung besuchte er die University of California in Los Angeles. 1995 bekam er eine Rolle in der Sitcom Der Prinz von Bel-Air mit Will Smith und spielte in einigen Filmen mit, doch selten als Hauptdarsteller. Er wirkte in verschiedenen Werbespots mit, so für die Automarke Chrysler, für das Apple iBook und für den Sender The WB bzw. The CW.
Der Durchbruch kam mit der Rolle des Jess Mariano, dem Bad Boy der fiktiven Kleinstadt Stars Hollow in der Fernsehserie Gilmore Girls, bei der er zwei Jahre lang festes Mitglied des Cast war. Am Ende der dritten Staffel stieg er aus, da er mehrere Filmangebote bekam, kehrte aber für vier Gastauftritte in der 4. Staffel und für zwei Auftritte in der 6. Staffel in die Serie zurück. Nach seinem Ausstieg aus der Serie spielte er größere Rollen in den Serien American Dreams und Bedford Diaries, die nur in den USA ausgestrahlt wurden.

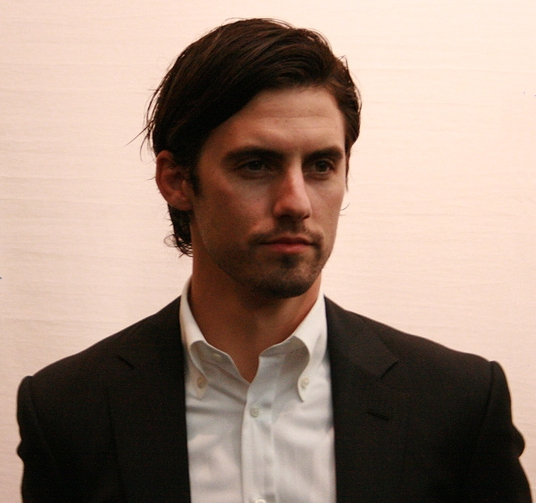
Milo Ventimiglia (2007)

Im September 2006 startete in den USA die Fernsehserie Heroes bei NBC, in der er die Rolle des Krankenpflegers Peter Petrelli spielte. Die Serie und damit auch Ventimiglias Engagement endete 2010. 2006 startete in den USA der Film Rocky Balboa, in dem er den Sohn von Rocky spielt. Diese Rolle verkörperte er ein zweites Mal in Creed II. Eine ähnliche Rolle hatte er auch im Film Killing Season verkörpert. Dort spielte er Chris Ford, den Sohn von Benjamin Ford, gespielt von Robert De Niro. Sowohl Killing Season als auch Creed II enden damit, dass sich sein Filmvater überwindet, ihn und sein Kind nach langer Funkstille zu besuchen. Dieser Fakt wurde parodistisch in Conan O’Briens Late Night Show aufgegriffen, indem O’Brien dort behauptete, Ventimiglia wäre sein Sohn, der jedoch jahrelang geheim gehalten wurde.
Ventimiglia ist auch als Regisseur und Produzent aktiv. 2007 gab er sein Debüt und inszenierte die Miniserie It’s a Mall World. Es folgten verschiedene Produktionen, u. a. inszenierte er 2011 eine Episode von Suite 7. Seit 2013 produziert er die Thriller-Serie Chosen für das digitale Fernsehnetzwerk Crackle (Sony) und spielt auch die Hauptrolle des Ian Mitchell. Während der Dreharbeiten zu den realitätsnahen Actionszenen brach er sich die Nase. Von 2016 bis 2022 war er neben Mandy Moore in der NBC-Fernsehserie This Is Us zu sehen. Im Januar 2022 wurde er mit einem Stern auf dem Walk of Fame ausgezeichnet.

## Privatleben
Von 2002 bis 2006 war er mit Alexis Bledel liiert, die er bei den Dreharbeiten zu Gilmore Girls kennengelernt hatte. Von Dezember 2007 bis Februar 2009 war er mit der Schauspielerin Hayden Panettiere liiert, die neben ihm in Heroes zu sehen war. 2023 heiratete er das Model Jarah Mariano.

## Filmografie (Auswahl)

### Serien
- 1995: Der Prinz von Bel-Air (The Fresh Prince of Bel-Air, Folge 6x04)
- 1996: Sabrina – Total Verhext! (Sabrina, the Teenage Witch, Folge 1x04)
- 1999: Ein Wink des Himmels (Promised Land, Folge 3x15)
- 2000: Opposite Sex (8 Folgen)
- 2000: CSI: Den Tätern auf der Spur (CSI: Crime Scene Investigation, Folge 1x05)
- 2001–2006: Gilmore Girls (37 Folgen)
- 2003: Boston Public (Folgen 4x02–4x05)
- 2003: Law & Order: Special Victims Unit (Folge 5x11)
- 2004–2005: American Dreams (13 Folgen)
- 2006: The Bedford Diaries (8 Folgen)
- 2006–2010: Heroes (69 Folgen)
- 2013: Chosen (11 Folgen)
- 2013–2014: Mob City (6 Folgen)
- 2015: Gotham (3 Folgen)
- 2015: The Whispers (13 Folgen)
- 2016: Gilmore Girls: Ein neues Jahr (Gilmore Girls: A Year in the Life, Miniserie, 2 Folgen)
- 2016–2022: This Is Us – Das ist Leben (This Is Us)
- 2022:	The Marvelous Mrs. Maisel (2 Folgen)
- 2023: The Company You Keep

### Filme
- 1996: Must be the Music
- 1997: Boys Life 2
- 1999: Eine wie keine (She’s All That)
- 1999: Speedway Junkie (Speedway Junky)
- 2000: Massholes
- 2001: Nice Guys Finish Last
- 2002: Snow Job – Auf der Piste ist die Hölle los (Winter Break)
- 2004: Dirty Deeds
- 2005: Verflucht (Cursed)
- 2005: Stay Alive
- 2006: Intelligence
- 2006: Rocky Balboa
- 2008: Pathology – Jeder hat ein Geheimnis (Pathology)
- 2009: Gamer
- 2009: Armored
- 2010: Order of Chaos
- 2011: The Divide – Die Hölle sind die anderen (The Divide)
- 2012: Der Chaos-Dad (That’s My Boy)
- 2012: Kiss of the Damned
- 2012: Static – Bewegungslos (Static)
- 2013: Kindsköpfe 2 (Grown Ups 2)
- 2013: Killing Season
- 2014: Grace of Monaco
- 2015: Wild Card
- 2017: Sandy Wexler
- 2018: Manhattan Queen (Second Act)
- 2018: Creed II – Rocky’s Legacy (Creed II)
- 2019: Enzo und die wundersame Welt der Menschen (The Art of Racing in the Rain)
- 2024: Land of Bad

### Musikvideos
- 2007: Big Girls Don’t Cry von Fergie[4]
- 2014: I Can’t Make You Love Me von Priyanka Chopra[5]

## Auszeichnungen und Nominierungen
Primetime Emmy Award
- 2017: Nominierung als „Bester Hauptdarsteller in einer Dramaserie“ für This Is Us – Das ist Leben
- 2018: Nominierung als „Bester Hauptdarsteller in einer Dramaserie“ für This Is Us – Das ist Leben

Screen Actors Guild Award
- 2018: Auszeichnung als Bestes Schauspielensemble in einer Dramaserie für This Is Us – Das ist Leben

Hasty Pudding Man of the Year 2019